# Eorsa
Eorsa ist eine an der Westküste von Schottland gelegene Felseninsel, die zu den Inneren Hebriden gehört. Die Herkunft des Namens ist unbekannt. Im 18. Jahrhundert hieß die Insel Orsay.

## Geographie

Landkarte des Loch na Keal von 1909 mit Eorsa in der Mitte

Die Insel ist nur 1,5 mal 0,9 Kilometer groß und unbewohnt. Sie liegt im Loch na Keal an der Westküste der Isle of Mull östlich Ulva. Sie ist Teil des Loch Na Keal National Scenic Area. Die Insel besteht aus tertiärem Basaltgrundgestein.

## Geschichte
Die Insel gehörte zusammen mit Inch Kenneth zum Kloster Iona. Sie gelangte später in den Besitz des Duke of Argyll und wurde 1549 von Dean Munro (Donald Monro) in der Description of the Western Isles of Scotland als fruchtbar und voller Getreide beschrieben. Offenbar wurde aber später lediglich Schafzucht betrieben. Es existiert noch die Ruine einer Schutzhütte. Möglicherweise könnte sich auf der Insel eine Einsiedelei befunden haben.
Die Insel diente während des Ersten Weltkrieges als natürliche Barriere für die Einfahrt in den Loch na Keal, der als Tiefwasser-Ankerplatz genutzt wurde.

## Fauna
Das Ufer der Insel ist oft Treffpunkt für einige Seetaucher-Arten: den Eistaucher, den Sterntaucher und den Prachttaucher. Gelegentlich werden auch Samtenten und im zeitigen Frühling Ohrentaucher beobachtet. Das zuweilen berichtete massenhafte Vorkommen von Kreuzottern auf der Insel dürfte nicht stimmen.